# امحمد باحنيني
امحمد باحنيني (ولد عام 1914 في فاس - توفي في 19 سبتمبر 1989) سياسي مغربي.

## حياته
تلقى باحنيني دراسته الثانوية في الرباط، ثم تخرج بشهادة الدراسات القانونية والإدارية المغربية والإجازة في الحقوق والآداب. شغل منصب كاتب مخزني عين قاضيا بالمحكمة الشريفة العليا ثم أستاذا بالمدرسة المولوية لتعليم أصحاب السمو الملكي الأمير مولاي الحسن والأمير مولاي عبد الله والأميرة للاعائشة والأميرة للا مليكة.

## مناصب
في سنة 1950 شغل منصب مدير الديوان الملكي ثم استقال منه أثناء أزمة سنة 1951 وعين بعد ذلك قاضي منتدبا بمكناس حيث مارس مهامه إلى غاية ديسمبر 1952 وهي السنة التي أبعد فيها إلى جنوب البلاد. وبعد عودة محمد الخامس من المنفى عين أمينا عاما للحكومة.
وشغل امحمد باحنيني منصب وزير العدل ما بين 3 ديسمبر 1958 إلى 31 أغسطس 1960 في حكومة عبد الله إبراهيم. وعين في 20 أكتوبر 1970 وزيرا للدفاع الوطني وأمينا عاما للحكومة وظل يشغل هذا المنصب إلى غاية 6 أغسطس 1971 حيث عين وزيرا للعدل مع الاحتفاظ بمهام الأمين العام للحكومة. كما عين في 12 أبريل 1972 نائبا للوزير الأول مع ممارسته لمهام وزير العدل والأمين العام للحكومة.
وعين في 20 نوفمبر من نفس السنة وزيرا للدولة وهو المنصب الذي ظل يشغله إلى غاية 25 أبريل 1974 حيث أصبح وزيرا للدولة مكلفا بالشؤون الثقافية واحتفظ بهذا المنصب في الحكومتين المشكلتين في 10 أكتوبر 77 و28 مارس 1979. وعين الحاج امحمد باحنيني في 7 يناير 1980 وزيرا مشرفا على تربية أصحاب السمو الملكي الأمراء والأميرات. وعين يوم 5 نوفمبر 1981 وزيرا للدولة وهو المنصب الذي ظل يشغله إلى أن وافته المنية.

## وفاته
توفي يوم الثلاثاء 17 صفر الخير عام 1410 هـ الموافق ل 19 سبتمبر 1989 بمستشفى بيتي سالبيتريير بباريس عن سن يناهز 75 سنة وذلك إثر مرض طويل ودفن بالزاوية الملكية بالمدينة العتيقة حيث أقيمت صلاة الجنازة بعد أداء صلاة العصر.
حضر مراسم تشييع الجنازة الوزير الأول الدكتور عز الدين العراقي ورئيس مجلس النواب السيد أحمد عصمان وأعضاء الحكومة ووزير القصور الملكية والتشريفات والأوسمة الجنرال مولاي عبد الحفيظ العلوي ومستشارو جلالة الملك وعدد من السفراء المعتمدين بالمغرب ووالي صاحب الجلالة على الرباط وسلا والعلماء وعدد من أعضاء أكاديمية المملكة المغربية وعدد كبير من الشخصيات المدنية والعسكرية.

## مذكرات ومراجع
1. ↑   https://alacademia.org.ma/membre/mhamed-bahnini/. اطلع عليه بتاريخ 2023-01-03. {{استشهاد ويب}}: |url= بحاجة لعنوان (مساعدة) والوسيط |title= غير موجود أو فارغ (من ويكي بيانات) (مساعدة)
2. ↑  "الحاج محمد اباحنيني.. جلباب تقليدي في أحضان ثقافة السلطان". مغرس. مؤرشف من الأصل في 2020-07-20. اطلع عليه بتاريخ 2021-02-16.
3. ↑  "الجريدة الرسمية 2261" (PDF). مؤرشف (PDF) من الأصل في 2023-10-11.
4. ↑  "الجريدة الرسمية 2410" (PDF). مؤرشف من الأصل (PDF) في 2023-10-11.
5. ↑  "الوزراء السابقون". وزارة العدل. مؤرشف من الأصل في 2023-05-31. اطلع عليه بتاريخ 2023-10-11.
6. 1 2 3  "دعوة الحق - الحاج محمد اباحنني في ذمة الله". habous.gov.ma. مؤرشف من الأصل في 2020-01-30. اطلع عليه بتاريخ 2021-02-28.